# Marie Christina Kolo

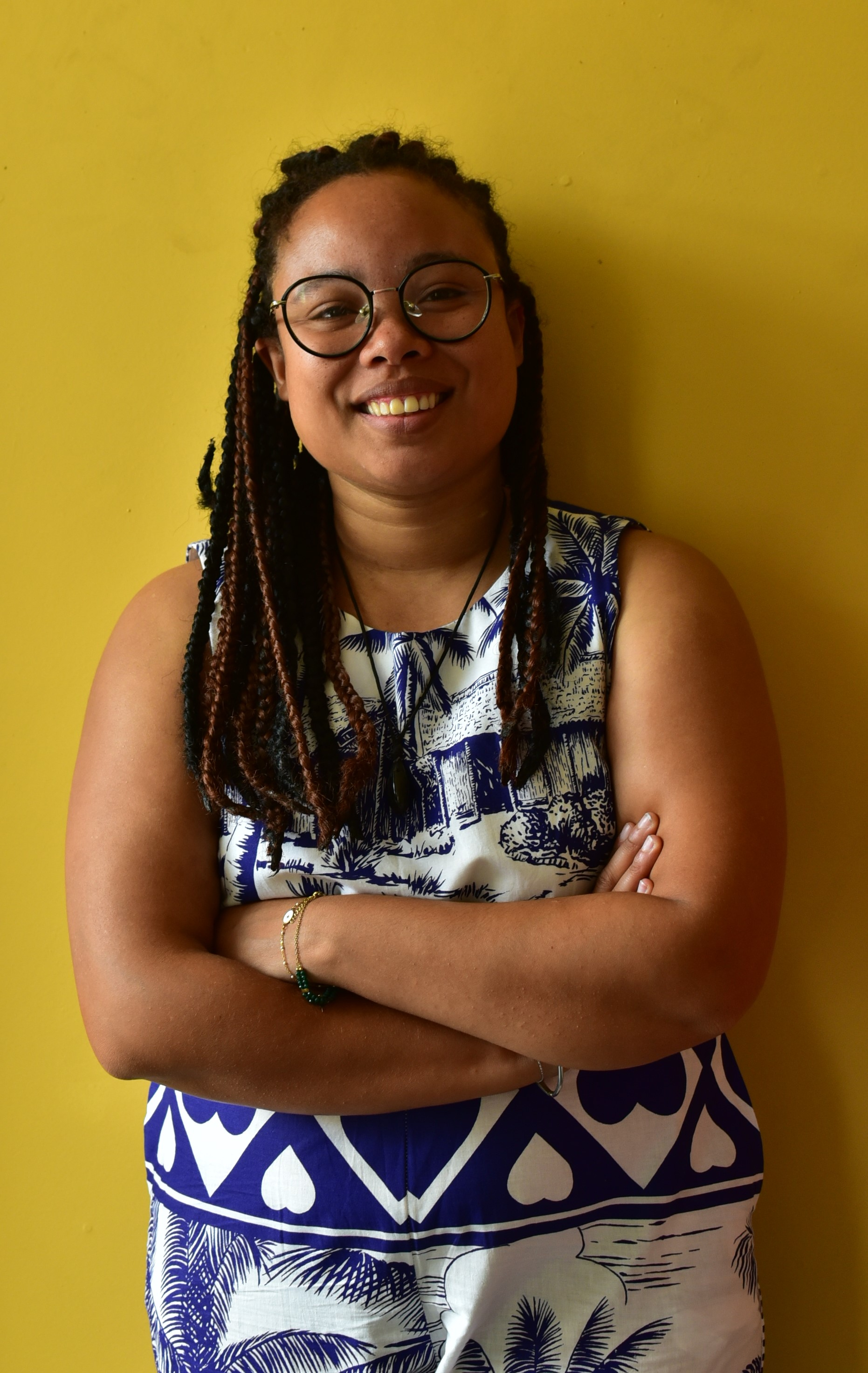
Marie Christina Kolo (2023)

Marie Christina Kolo (* 1989) ist eine madagassische Klimaaktivistin, Ökofeministin und Sozialunternehmerin. Sie hat das weltweite Bewusstsein für die Auswirkungen des Klimawandels in Madagaskar geschärft und internationale Solidarität bei deren Bewältigung gefordert.

## Leben
Kolo wurde 1989 geboren und wuchs in Ambodirano auf. Als kleines Kind beobachtete sie die Umweltauswirkungen, die Textilfabriken in ihrer Heimat verursachten, und setzte sich dafür ein, die Verschmutzung zu stoppen. Sie besuchte die Katholische Universität Paris und legte einen Master-Abschluss in humanitärem und entwicklungspolitischem Projektmanagement ab. 2017 erhielt sie ein Mandela-Washington-Stipendium der University of Maine.
Kolo war 2015 als Freiwillige für die Vereinten Nationen in der von Dürre geplagten Region Androy. In dieser Zeit beteiligte sich Kolo am Aufbau des Indian Ocean Climate Network, einer Diskussionsplattform für junge Aktivisten aus Madagascar, Mauritius, Réunion und den Seychellen. Dank der Plattform nahmen 3000 Menschen an Madagaskars erstem Klima-Protestmarsch 2015 teil.
2016 gründete Kolo das Sozialunternehmen Green N Kool. Das Unternehmen entwickelt Spielplätze und Landschaften aus recycelten Materialien und verkauft umweltfreundliche Produkte, um eine Grundschule, ein Gemeindezentrum und Gemeindeveranstaltungen in den Gebieten Antananarivo und Nosy Be zu finanzieren. Zur Bekämpfung der COVID-19-Pandemie verkaufte das Unternehmen eine umweltfreundliche Händewaschseife, die aus gebrauchtem Speiseöl hergestellt wurde. Mit der Initiative „Reisen ohne Angst“ setzt sich Green N Kool gegen sexuelle Belästigung in öffentlichen Verkehrsmitteln ein.
Im Jahr 2018 war Kolo Mitbegründerin von Ecofeminism Madagascar, einer Online-Plattform, die sich auf die globale Erwärmung und deren Verbindung mit geschlechtsspezifischer Gewalt konzentriert. Im selben Jahr wurde sie mit dem zweiten Platz bei den WWF-Africa Youth Awards ausgezeichnet.
Im Jahr 2019 nahm Kolo an der UN-Klimakonferenz in Madrid (COP25) teil. Dort ergriff Madagaskars Umweltminister Alexandre Georget ihre Hand und beleidigte sie massiv, unter anderem als „Pseudoaktivistin“ und „kleines Kind“. Sie reagierte mit einem offenen Brief an den Präsidenten Andry Rajoelina, in dem sie Georgets Verhalten scharf kritisierte und sich gegen Altersdiskriminierung und Frauenfeindlichkeit von Regierungsmitgliedern aussprach.
Im Dezember 2020 leitete Kolo ein Team, das für ein Projekt zur Bekämpfung sexueller Nötigung und geschlechtsspezifischer Gewalt in Madagaskar mit dem Preis des Alumni Engagement Innovation Fund des US-Außenministeriums ausgezeichnet wurde.
Im April 2021 führten Kolo und der brasilianische Paloma Costa ein virtuelles Gespräch zum Thema Klimaschutzaktivismus mit António Guterres, dem Generalsekretär der Vereinten Nationen. Sie sprach über die Auswirkungen von COVID-19 in Madagaskar, außerdem appellierte sie, Solidarität mit Ländern wie Madagaskar zu zeigen, die bereits vom Klimawandel betroffen sind.
Kolo nahm 2021 als Teil der Women and Gender Constituency an der UN-Klimakonferenz in Glasgow (COP 26) teil.
Ende 2022 wurde sie in die BBC-Liste der 100 Women aufgenommen.